# Asterochiton cerata
Asterochiton cerata là một loài côn trùng cánh nửa trong họ Aleyrodidae, phân họ Aleyrodinae.
Asterochiton cerata được Maskell miêu tả khoa học đầu tiên năm 1896.